# Asota deplana
Asota deplana là một loài bướm đêm trong họ Erebidae.